# 熊本県道・福岡県道10号南関大牟田北線
熊本県道・福岡県道10号南関大牟田北線（くまもとけんどう・ふくおかけんどう10ごう なんかんおおむたきたせん）は、熊本県玉名郡南関町から福岡県大牟田市に至る県道（主要地方道）である。

## 概要
熊本県玉名郡南関町大字関下から福岡県大牟田市昭和開に至る。
九州自動車道 南関ICと大牟田市街地とを結ぶメインルートであると同時に、九州自動車道と国道208号、有明海沿岸道路（地域高規格道路）とを結ぶ連絡道路の役割も果たしている。また、2011年（平成23年）春に当県道に接するかたちでJR九州九州新幹線 新大牟田駅が開業した。
起点から片側1車線、岩本交差点付近から唐船西交差点までは片側2車線となっていて、一部を除き歩道も整備されている。

### 路線データ
- 起点：熊本県玉名郡南関町大字関下（国道443号交点）
- 終点：福岡県大牟田市昭和開（有明海沿岸道路 大牟田北IC）

## 歴史
- 1959年（昭和34年） - 福岡県告示により、福岡県道南関田隈線が路線認定される（当時の整理番号は87）。
- 1960年 （昭和45年）- 熊本県告示により、熊本県道南関田隈線が路線認定される（当時の整理番号は93）。
- 1970年（昭和45年） - 1972年（昭和47年）頃 - 熊本県道南関田隈線の整理番号が123に変更される。
- 1973年（昭和48年） - 福岡県告示により、福岡県道南関田隈線の整理番号が123に変更され、熊本県道・福岡県道南関田隈線として統一される。
- 1982年（昭和57年）
  - 建設省告示により、主要地方道南関田隈線として指定される。
  - 大分・熊本県道10号竹田小国線が国道442号に昇格。それにより整理番号10番が欠番となったことに伴い同年秋、福岡県・熊本県それぞれの告示により、県道南関田隈線の整理番号が10に変更される。
- 1993年（平成5年）5月11日 - 建設省から、県道南関田隈線・県道手鎌田隈線が南関手鎌線として主要地方道に再指定される[1]。
- 1994年（平成6年） - 前年の主要地方道指定に伴い、熊本県・福岡県それぞれの告示により、熊本県道・福岡県道10号南関手鎌線が路線認定される[注釈 1]。
- 2001年（平成13年） - 路線延長のため、従来の南関手鎌線は廃止され、熊本県道・福岡県道10号南関大牟田北線として新たに路線認定される。
- 2011年（平成23年） - 国道443号の路線変更に伴い、国道443号の一部区間（熊本県玉名郡南関町大字関町 - 大字関下）が当県道に編入される。

## 路線状況

### 重複区間
- 熊本県道29号荒尾南関線（熊本県玉名郡南関町大字関下・南関町関下交差点 - 玉名郡南関町大字関町）

### 道路施設

#### 道の駅
- 福岡県
  - おおむた（大牟田市）

## 地理

### 通過する自治体
- 熊本県
  - 玉名郡南関町
- 福岡県
  - 大牟田市

### 交差する道路
| 交差する道路                                      | 都道府県名 | 市町村名 | 市町村名 | 交差する場所 | 交差する場所                 |
| ------------------------------------------------- | ---------- | -------- | -------- | ------------ | ---------------------------- |
| 国道443号                                         | 熊本県     | 玉名郡   | 南関町   | 大字関下     | 起点                         |
| 熊本県道29号荒尾南関線 重複区間起点               | 熊本県     | 玉名郡   | 南関町   | 大字関下     | 南関町関下交差点             |
| 熊本県道29号荒尾南関線 重複区間終点               | 熊本県     | 玉名郡   | 南関町   | 大字関町     |                              |
| E3 九州自動車道 福岡県道・熊本県道5号大牟田南関線 | 熊本県     | 玉名郡   | 南関町   | 大字関外目   | 南関町関外目交差点 12 南関IC |
| 南筑後広域農道 / オレンジロード                   | 福岡県     | 大牟田市 | 大牟田市 | 大字上内     |                              |
| 福岡県道93号大牟田高田線                          | 福岡県     | 大牟田市 | 大牟田市 | 大字岩本     | 岩本交差点                   |
| 福岡県道782号倉永三池線                           | 福岡県     | 大牟田市 | 大牟田市 | 大字吉野     | 元村東交差点                 |
| 国道208号 国道209号 重複                          | 福岡県     | 大牟田市 | 大牟田市 | 大字甘木     | 元村交差点                   |
| 福岡県道・佐賀県道18号大牟田川副線                | 福岡県     | 大牟田市 | 大牟田市 | 大字唐船     | 唐船交差点                   |
| 有明海沿岸道路                                    | 福岡県     | 大牟田市 | 大牟田市 | 昭和開       | 大牟田北IC / 終点            |

### 交差する鉄道
- 九州新幹線
- 鹿児島本線
- 西鉄天神大牟田線

### 沿線
- 南関町役場
- 北原白秋生家
- 大津山公園
- 大牟田テクノパーク
- 大牟田市立上内小学校
- JR九州九州新幹線 新大牟田駅
- 西鉄天神大牟田線 東甘木駅
- 大牟田市立甘木中学校
- 甘木山（甘木公園・大牟田ハイツ）
- 大牟田市立手鎌小学校